# Ferag
Die Ferag AG ist ein Schweizer Familienunternehmen. Es ist tätig in der Entwicklung, der Konstruktion und dem Vertrieb von Materiaflusssystemen für unterschiedlichste Industrieanwendungen, sowohl in der verarbeitenden Industrie wie auch in der Fashion-, Automobil-, Foodlogistik und für E-Commerce. Die dazu passende Software- und Automation-Lösung wird durch die Ferag-Tochter Sofel AG entwickelt und von eigenen Spezialisten-Teams implementiert. 

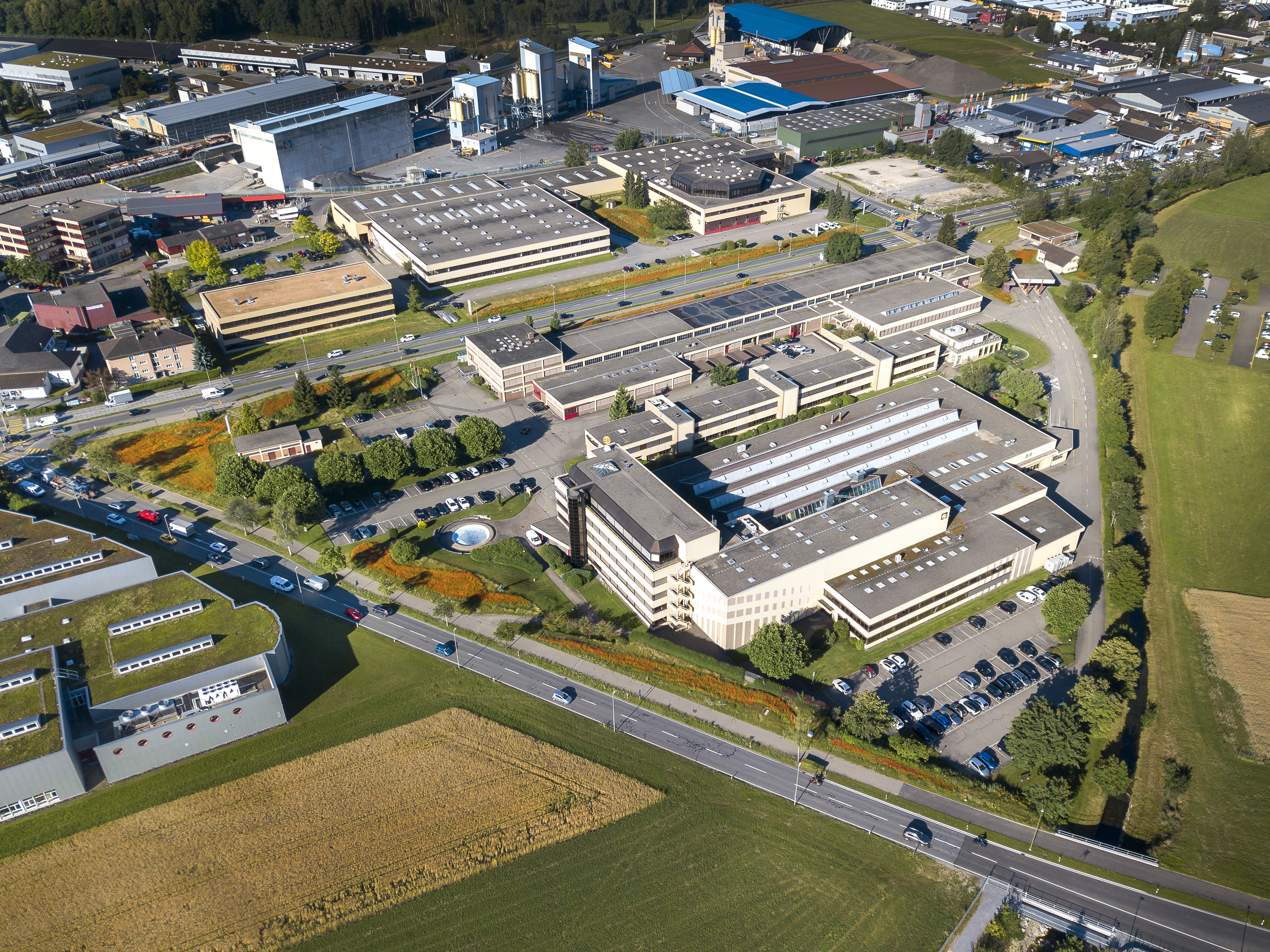
Hauptsitz der Ferag AG in Hinwil, in der Nähe von Zürich (Schweiz)

Ferag ist in mehr als 50 Ländern auf 5 Kontinenten und mit 20 eigenen Vertriebs- und Servicegesellschaften vertreten und beschäftigt rund 600 Mitarbeitende, davon mehr als 40 Auszubildende in den unternehmenseigenen Lehrwerkstätten.

## Geschichte

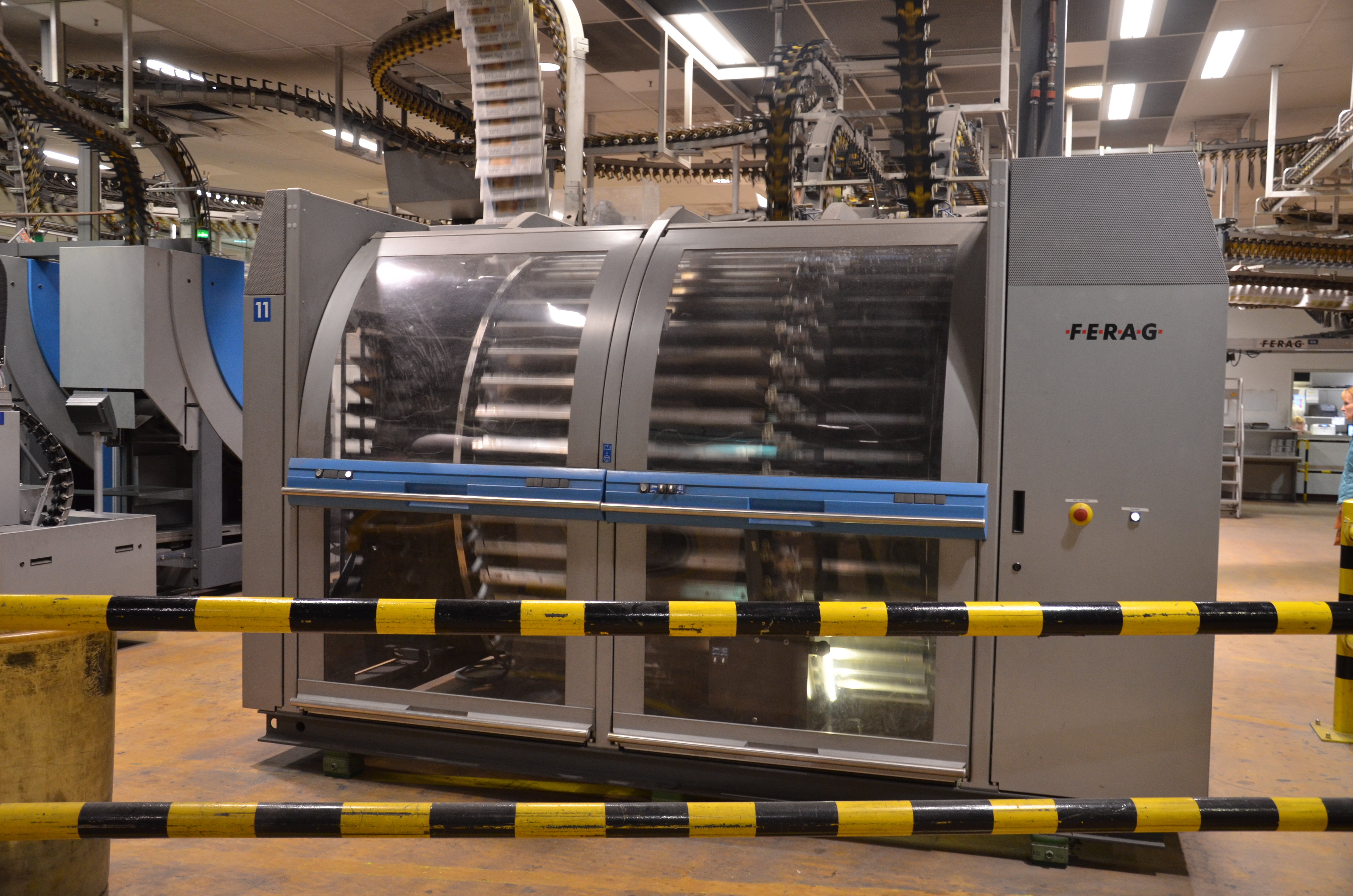
Ferag-Maschine zum Zusammentragen von Zeitungen

Das Unternehmen wurde von Walter Reist (1927–2022) gegründet. Dieser liess 1955 den von ihm entwickelten Transporteur für das schmierfreie Fördern von Zeitungen patentieren. 1956 wurde ein erster Prototyp beim Tages-Anzeiger in Zürich installiert. Der erste Grossauftrag folgte 1958 mit der Bestellung von sechs Maschinen für die Augsburger Allgemeine Zeitung. 
1997 ging das Unternehmen mit Susanne Rau-Reist und Gerd Rau an die nächste Generation über.
2018 wurden alle Tochtergesellschaften unter der Dachmarke Ferag zusammengeführt.
2021 trat Ferag erstmalig als Generalunternehmer für Projekte innerhalb der Intralogistik auf und erweitert somit ihr Gesamtportfolio. Zeitgleich wurde die Sofel AG, 100-prozentige Tochter der Ferag AG, gegründet mit dem Fokus auf Entwicklung und Consulting von Software-Lösungen.

## Innovationskraft
Die Ferag AG hat über 3000 aktive Patente und insgesamt über 9000 registrierte Patentschriften.  